# Soběsuky
Soběsuky (deutsch Sobiesuk) ist eine Gemeinde in Tschechien. Sie liegt acht Kilometer südwestlich von Kroměříž und gehört zum Okres Kroměříž.

## Geographie
Soběsuky befindet sich am nördlichen Abfall des Marsgebirges über dem Tal der Kotojedka bzw. Olšinka. Östlich erheben sich die Kopaniny (309 m). Nördlich des Dorfes verläuft die Bahnstrecke Kroměříž – Zborovice, die nächste Bahnstation ist Skržice.
Nachbarorte sind Šelešovice und Drahlov im Norden, Zlámanka im Nordosten, Vrbka im Osten, Lhotka und Boří im Südosten, Újezdsko und Milovice im Süden, Cvrčovice und Zdounky im Südwesten, Skržice im Westen sowie Olšina im Nordwesten.

## Geschichte
Die erste schriftliche Erwähnung des Dorfes Sobyesuk erfolgte im Jahre 1287. Aus dem Jahre 1520 ist der Ortsname Sobiesuky überliefert.
Nach der Aufhebung der Patrimonialherrschaften bildete Soběsuky / Sobiesuk mit dem Ortsteil Milovice ab 1850 eine Gemeinde in der Bezirkshauptmannschaft Kroměříž. Im Jahre 1921 wurde Milovice zu einer eigenständigen Gemeinde. Mit Beginn des Jahres 1961 erfolgte die Eingemeindung von Milovice und Skržice. Ende 2010 bestand der Ortsteil Soběsuky aus 52 Häusern mit 140 Einwohnern; in den 64 Häusern von Milovice lebten 166 Personen und Skržice mit Olšina hatte 67 Einwohner, die in 29 Häusern lebten.

## Gemeindegliederung
Die Gemeinde Soběsuky besteht aus den Ortsteilen Milovice (Milowitz), Skržice (Skerschitz) und Soběsuky (Sobiesuk) sowie der Ansiedlung Olšina (Olschina).

## Sehenswürdigkeiten
- Glockenturm des hl. Florian
- Denkmal für die Gefallenen beider Weltkriege
- Glockenturm in Skržice
- Kapelle Johannes des Täufers in Milovice
- Naturschutzgebiet Včelín, südwestlich des Dorfes am Bach Cvrčovický potok